# Jean Louis Joseph Lebeau

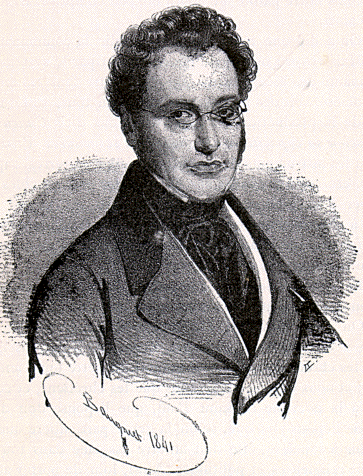
Joseph Lebeau

Jean Louis Joseph Lebeau (* 3. Januar 1794 in Huy; † 19. März 1865 ebenda) war ein belgischer liberaler Staatsmann. Er war einer der Begründer der Unabhängigkeit Belgiens.

## Leben

### Frühe Laufbahn
Jean Louis Joseph Lebeau war ursprünglich für den geistlichen Stand bestimmt, studierte jedoch Rechtswissenschaften an der Universität Lüttich, erlangte dort in dieser Disziplin im Dezember 1819 den Doktortitel und ließ sich in Lüttich als Rechtsanwalt nieder. Daneben beschäftigte er sich mit politischen und administrativen Studien und war als publizistischer Schriftsteller tätig;  als solcher trat er etwa mit den Arbeiten Recueil politique et administratif pour la province de Liége (Lüttich 1829) und Observations sur le pouvoir royal dans les États constitutionnels (Lüttich 1830) erfolgreich auf. Ferner gründete er mit Charles Rogier, Firmin Rogier und Paul Devaux das politische Journal Matthieu Laensberg, das bald den Namen La politique annahm. Als Mitredakteur dieser Zeitschrift trug er wesentlich zum Zustandekommen der Union zwischen der liberalen und der katholischen Opposition gegen die Regierung Wilhelms I. der Vereinigten Niederlande bei.

### Rolle während der Belgischen Revolution; Premierminister
Nach dem Ausbruch der belgischen Revolution im September 1830 wurde Lebeau von der provisorischen Regierung zum Generaladvokaten am Gerichtshof in Lüttich ernannt sowie zum Mitglied der Kommission, die mit der Ausarbeitung des Verfassungsentwurfs beauftragt worden war und darin für die Beibehaltung der Monarchie plädierte. Bald darauf sandte ihn seine Vaterstadt Huy als ihren Vertreter in den Nationalkongress und er setzte sich dort stark für die Unabhängigkeit Belgiens ein. Bei der Frage der Wahl eines Staatsoberhauptes trat er gegen einen französischen Kandidaten auf und war stattdessen zunächst dafür, dass der Herzog von Leuchtenberg den belgischen Thron besteigen solle.
Am 28. März 1831 wurde Lebeau Premier- und Außenminister im zweiten Kabinett des Regenten Erasme Louis Surlet de Chokier. In dieser Stellung oblag ihm die schwierige Aufgabe, den ständig gespannter werdenden Beziehungen zwischen Preußen und dem revolutionären Staat die Gefährlichkeit zu nehmen.  Er hatte nun auch großen Anteil an der Wahl des Prinzen Leopold von Sachsen-Coburg zum König der Belgier, wiewohl er, als es sich um die Annahme der 18 Artikel, welche die Friedenspräliminarien festsetzten, handelte, längere Zeit Ziel gehässiger Angriffe war, so dass sogar seine persönliche Sicherheit bedroht war. Durch eine glänzende Rede im Kongress (5. Juli 1831) konnte er jedoch die öffentliche Meinung für sich gewinnen. Die 18 Artikel wurden angenommen, und Leopold akzeptierte die ihm angebotene Krone. Um nicht in den Verdacht des persönlichen Eigennutzes zu geraten, gab Lebeau am 21. Juli 1831 seinen Ministerposten ab und wurde in Anerkennung seiner Verdienste zum Mitglied der Delegation ernannt, die den Prinzen Leopold bei seinem Einzug in sein Land begleiten sollte.
Obwohl Lebeau dem König Leopold bei der Bildung seines ersten Ministeriums beistand, trat er nicht in dieses ein, schlug auch den ihm angebotenen Gesandtschaftsposten in London aus, zog sich vielmehr in seine frühere Stellung als Generaladvokat am Gerichtshof in Lüttich zurück. Als aber die Feindseligkeiten mit den Niederlanden erneut losbrachen, ging Lebeau wieder nach Brüssel, wo er vom König zum Mitglied des Ministerrats ernannt wurde. Nachdem Belgien infolge der französischen Intervention von niederländischen Truppen wieder geräumt worden war, kehrte Lebeau in seine vorige Stellung in Lüttich zurück und wurde bald darauf sowohl von Brüssel als auch von Huy zum Deputierten gewählt.

### Justizminister; Eintreten für den Definitivvertrag mit den Niederlanden
Nachdem das unschlüssige und passive Kabinett des Premierministers Felix de Muelenaere hatte weichen müssen, gelang es hauptsächlich den Vorstellungen Nothombs, Lebeau zum Eintritt in das von Albert Goblet d’Alviella geführte Ministerium zu überreden, woraufhin er am 20. Oktober 1832 Justizminister wurde. Kaum hatte sich das neue Kabinett konstituiert, sah es sich heftiger Opposition ausgesetzt. So herrschte eine Zeitlang eine akute Ministerkrise, die mit dem Verbleiben Goblets und seiner Kollegen endete, nachdem der König vergeblich versucht hatte, ein neues Ministerium zu bilden. Aber bald brach eine neue Krise aus, am 23. April 1833 wurde die Kammer aufgelöst, Lebeau fiel in Huy durch, wurde aber in Brüssel wiedergewählt.
In der neuen Kammer wurde hauptsächlich Lebeau von der Opposition angegriffen, die ihm u. a. zum Vorwurf machte, dass er fremde, nach Belgien geflohene Bankrotteure den Gerichten ihrer Heimatländer ausgeliefert hatte.  Die Kammer verwarf am 23. August 1833 die von Alexandre Gendebien gegen den Minister deshalb erhobene Anklage. Im April 1834 brachen die Massenunruhen in Brüssel aus, jedoch waren es mehr die Differenzen innerhalb der Regierung selbst, die diese zum Abdanken nötigten; denn zwischen der Krone einerseits und Lebeau und Rogier andererseits war es zu einem Zwiespalt gekommen, da Lebeau auf die Entfernung des Kriegsministers Louis Evain aus dem Kabinett drang, und weil Rogier seinen Kollegen Lebeau nicht entbehren wollte, zog er es vor, im Juli 1834 ebenfalls um seine Entlassung zu bitten.
Unter dem folgenden sog. unionistischen Kabinett wurde Lebeau 1838 zum Gouverneur der Provinz Namur ernannt, wo er ein vorzügliches Verwaltungstalent entwickeln konnte. Aber die Tagesereignisse führten ihn wieder auf den Schauplatz der Politik zurück, denn als es um die Genehmigung jener 24 Artikel ging, durch die das Verhältnis zwischen den Niederlanden und Belgien definitiv geregelt wurde, spielten sich in der Kammer heftige Auseinandersetzungen ab. Den Ausführungen Gendebiens und seiner Anhänger gegenüber, die Luxemburg und Limburg für Belgien beanspruchten, suchte Lebeau am 18. März 1839 in ruhiger Auseinandersetzung der wirklichen Verhältnisse darzulegen, dass an eine Abänderung des von den Schutzmächten schon genehmigten und auch von den Niederlanden angenommenen Vertrags nicht mehr zu denken sei, weshalb dieser angenommen werden sollte. Lebeau wies dabei namentlich auf die Möglichkeit hin, dass sich später anstelle des augenblicklichen Hasses ein freundschaftliches Verhältnis zwischen den Niederlanden und Belgien entwickeln könne. Der Vertrag wurde angenommen, aber Lebeau hatte damals den Entschluss gefasst, die Aufregungen des parlamentarischen Lebens mit der diplomatischen Laufbahn zu vertauschen, ein Entschluss, den seine politischen Freunde teilweise wieder rückgängig zu machen wussten, indem Lebeau sich zum temporären außerordentlicher Gesandten Belgiens beim Deutschen Bund ernennen ließ.

### Zweite Amtszeit als Premierminister
Als das von Barthélémy de Theux de Meylandt geführte  klerikale Ministerium fiel, wurde Lebeau am 18. April 1840 mit der Bildung eines neuen Kabinetts betraut. Während die meisten bisherigen Kabinette aus Katholiken und Liberalen zusammengesetzt gewesen waren, bildete Lebeau nunmehr ein nur aus Mitgliedern der liberalen Partei bestehendes Kabinett. Deshalb traten die Katholiken bald in die Opposition. Ein weiterer Beweggrund dafür war, dass Lebeau in der Unterrichtsfrage den Forderungen der Bischöfe stets energisch entgegengetreten war. Premierminister Lebeau versah auch das Amt des Außenministers. Er nahm Verhandlungen mit Frankreich auf, das mit Belgien gern eine Zolleinigung geschlossen hätte. Lebeau stand vor einer schwierigen Aufgabe, da die Regierungen in Berlin, Wien und London der belgischen Neutralität nicht recht trauten und den Staat einer offenkundigen Hinneigung zu Frankreich beschuldigten. Doch gelang es ihm, die europäischen Kabinette zu überzeugen, dass Belgien seine Neutralität uneingeschränkt einzuhalten gedenke.
Da die Mehrheit der Zweiten Kammer entschieden liberal, also in diesem politischen Gremium eine erfolgreiche Bekämpfung von Lebeaus Ministerium aussichtslos war, so strebte der überwiegend ultramontane Senat dieses Ziel an. In einer Adresse an den König vom 17. März 1841 verlangte der Senat eine Modifikation des Kabinetts. Die Minister forderten daraufhin die Auflösung des Senats und Lebeau überreichte dem König ein ausführliches Gutachten, in dem die Notwendigkeit dieser Maßregel dargelegt wurde. Leopold lehnte aber, hauptsächlich durch Nothomb dazu bestimmt, dieses Ansinnen ab, so dass Lebeau am 13. April 1841 zurücktrat und mit ihm fast das komplette Kabinett.

### Spätere politische Laufbahn und Tod
Als Abgeordneter und als Publizist vertrat Lebeau zusammen mit seinem Freund Rogier weiterhin die Prinzipien des Liberalismus gegenüber der sich steigenden Einflusses erfreuenden klerikalen Partei. Insbesondere bekämpfte Lebeau die Einmischung des Klerus in weltliche und politische Fragen und seine bei solchen Veranlassungen gehaltenen Reden in der Zweiten Kammer waren herausragende parlamentarische Leistungen. Heftig trat er gegen die klerikalen Ministerien Nothomb und de Theux auf, die von 1841 bis 1847 Belgien regierten; dafür begrüßte er das darauf erfolgende Wiedererstarken der Liberalen und das im August 1847 von Rogier gebildete Ministerium.
Aber die liberale Ära dauerte nicht lange. Zwar gingen die verschiedentlich in Europa 1848 ausbrechenden Revolutionen ohne Gefahr an Belgien vorüber, aber die allgemeine Aufregung, die auch hier weite Kreise erfasste, sowie der Staatsstreich Napoleons III. in Frankreich (2. Dezember 1851) übten auch auf Belgien ihren Einfluss aus. Zu einer Ministerkrise kam es 1851, eine solche wiederholte sich nach den Wahlen von 1852. Lebeau nahm die Einladung des Königs, ein Kabinett zu bilden, nicht an, und so kam ein von Pieter de Decker geführtes, von 1855 bis 1857 amtierendes Ministerium an die Macht, während dessen Regierungszeit Lebeau wieder gegen die Klerikalen anlässlich der Beratung über das Wohltätigkeitsgesetz energisch auftrat.
Als das klerikale Ministerium de Deckers infolge der Kommunalwahlen im November 1857 abtreten musste, trat Rogier wieder an die Spitze und ließ seinen Freund Lebeau vom König am 12. November 1857 den Ehrentitel eines Staatsministers verleihen. Nachdem Lebeau noch eine Zeitlang in der Zweiten Kammer gewirkt hatte, nötigte ihn seine angegriffene Gesundheit, einen längeren Urlaub zu nehmen. Er kehrte zwar gestärkt, aber keineswegs geheilt auf seinen Posten zurück. Als sich die Kammer, in der sich beide Teile mit nahezu gleicher Stärke die Waage hielten, aufgelöst wurde, verzichtete er schließlich im Herbst 1864 krankheitsbedingt auf seine Wiederwahl zum Deputierten. Dieser Entschluss wurde im liberalen Lager mit großem Bedauern aufgenommen. Lebeau zog sich in seine Vaterstadt Huy zurück, wo er am 19. März 1865 im Alter von 71 Jahren starb. 1868 wurde ihm dort ein von Guillaume Geefs gefertigtes Bronzestandbild errichtet.

## Werke
- Observations sur le pouvoir royal dans les États constitutionnels, Lüttich 1830
- La Belgique depuis 1847, 4 Teile, Brüssel 1852
- Lettres aux électeurs belges, 8 Hefte, Brüssel 1853–56
- Souvenirs personnels et correspondance diplomatique 1824–1841. Hrsg. v. A. Fréson, Brüssel 1883